# 鲨客
鲨客（Grooveshark）是Escape媒体集团的子公司，总部设在美国，提供在线音乐流媒体服务。它还拥有搜索引擎和推荐歌曲的应用。用户上传音乐后可以立即播放或将其添加到播放列表中 。
截至2012年1月，主要的音乐公司一直以来都起诉鲨客侵犯版权，包括百代唱片， 华纳音乐集团，索尼音乐娱乐和环球唱片。因为受到一系列侵犯著作权的控告 ，预计其已负债17亿美元。出于版权考虑，谷歌，苹果和Facebook都各自在Google Play，App Store (iOS)和Facebook platform移除了鲨客的应用程序。
2015年4月30日晚上，Grooveshark突然宣佈關閉服務，並於官方網站刊登道歉啟事。